# Ал Пачино
Алфредо Џејмс Пачино (енгл. Alfredo James Pacino; Њујорк, 25. април 1940), често правописно неправилно као „Паћино”, амерички је глумац. Добио је многа признања, укључујући Оскара, две Тони награде и две Еми награде, постигавши троструку круну глуме. Такође је добио четири Златна глобуса, БАФТА, две награде Удружења филмских глумаца, а награђен је наградом Сесил Б. Демил 2001, АФИ наградом за животно дело 2007, Националном медаљом уметности 2011. и почастима Кенеди центра 2016.
Као методски глумац, Пачино је студирао у ХБ Студију и Студију глумаца, где су га предавали Чарли Лотон и Ли Стразберг. Пачино је добио Оскара за најбољег глумца за улогу у Мирису жене (1992). Његове друге улоге номиноване за Оскара биле су у филмовима Кум (1972), Серпико (1973), Кум II (1974), Пасје поподне (1975),  ... И правда за све (1979), Дик Трејси (1990), Гленгари Глен Рос (1992) и Ирац (2019). Његове друге запажене улоге су Паника у Нидл Парку (1971), Страшило (1973), Глуварење (1980), Лице са ожиљком (1983), Кум III (1990), Карлитов пут (1993), Врелина (1995), Дони Браско, Ђавољи адвокат, (1999), Инсомнија (2002), Играј своју игру 3 (2007), Било једном у Холивуду (2019) и Гучијеви (2021).
На телевизији, Пачино је глумио у више продукција за ХБО, укључујући Анђели у Америци (2003) и биографски филм о Џеку Кеворкијану Ти не знаш Џека (2010), освојивши за награду Еми за најбољег главног глумца у мини серији или филму. Пачино је глумио у Ловци (2020–23). Такође је имао дугу каријеру на сцени. Двоструки је добитник награде Тони, освојивши награду за најбољег глумца у представи у Да ли тигар носи кравату? (1969) и најбољи глумац у представи за Основна обука Павла Хумела (1977).
Пачино је дебитовао као редитељ документарцем У потрази за Ричардом (1996). Играо је главну улогу на сцени 1977. Такође је глумио Шајлока у адаптацији играног филма из 2004. и сценској продукцији Млетачког трговаца из 2010. године. Пачино је режирао и глумио у филмовима Кинеска кафа (2000), Вилде Саломе (2011) и Саломе (2013). Од 1994. је заједнички председник Глумачког студија.

## Биографија
Рођен је у Менхетну, Њујорк (САД), 25. априла 1940. године, од оца Салватореа Пачина и мајке Роуз Џерард. Отац му је пореклом из Италије. Родитељи су му се развели када је имао две године и он се са мајком сели у Бронкс (Њујорк) да живи са мајчиним родитељима. Његов отац Салваторе је одселио у Ковину (Калифорнија), где је радио као продавац осигурања и поседовао је ресторан који се звао Pacino's Lounge.
Похађао је Менхетнску школу сценских уметности, а касније и глуму са учитељем глуме Лијем Страсбергом. Познат је постао глумећи Мајкла Корлеонеа у филму Кум 1972. и за ту улогу је номинован Оскаром као најбољи споредни глумац. Касније филмска каријера му иде узлазним путем и глуми у познатим филмовима као што су: Серпико, Кум 2, Лице са ожиљком, Кум 3 и Мирис жене, за кога добија Оскара као најбољи главни глумац.

## Приватни живот
Иако се никад није женио, Пачино има четворо деце; Џули Мари са учитељицом глуме Џан Тарант и близанце Антона и Оливију са бившом девојком Беверли Д’Анџело, четврто дете добио је у 83. години.

## Награде

### Освојене награде
- Добитник Златног глобуса као најбољи главни глумац у филму Серпико (1974)
- Добитник БАФТА као најбољи главни глумац у филму Кум 2 (1976)
- Добитник БАФТА као најбољи главни глумац у филму Пасје поподне (1976)
- Добитник Оскара као најбољи главни глумац у филму Мирис жене (1992)[9]
- Добитник Златног глобуса као најбољи главни глумац у филму Мирис жене (1993)
- Добитник Златног глобуса као најбољи главни глумац за мини-серију Анђели у Америци (2004)
- Добитник Емија као најбољи главни глумац за мини-серију Анђели у Америци (2004)

### Номинације
- Номинован за Оскара као најбољи глумац у филму Серпико (1973)
- Номинован за Оскара као најбољи глумац у филму Кум 2 (1974)
- Номинован за Оскара као најбољи глумац у филму Пасје поподне (1975)
- Номинован за Оскара као најбољи глумац у филму ...И правда за све (1979)
- Номинован за БАФТА као најбољи дебитант у филму Кум (1973)
- Номинован за БАФТА као најбољи глумац у филму Серпико (1975)
- Номинован за Златног глобуса као најбољи глумац у филму Кум (1973)
- Номинован за Златног глобуса као најбољи глумац у филму Кум 2 (1975)
- Номинован за Златног глобуса као најбољи глумац у филму Пасје поподне (1976)
- Номинован за Златног глобуса као најбољи глумац у филму Боби Дирфилд (1978)
- Номинован за Златног глобуса као најбољи глумац у филму ...И правда за све (1980)
- Номинован за Златног глобуса као најбољи глумац у филму Писац! Писац! (1983)
- Номинован за Златног глобуса као најбољи глумац у филму Лице са ожиљком (1984)
- Номинован за Златног глобуса као најбољи глумац у филму Море љубави (1990)
- Номинован за Златног глобуса као најбољи глумац у филму Кум 3 (1991)
- Номинован за Оскара као најбољи споредни глумац у филму Кум (1972)
- Номинован за Оскара као најбољи споредни глумац у филму Дик Трејси (1990)
- Номинован за Оскара као најбољи споредни глумац у филму Гленгери Глен Рос (1992)
- Номинован за БАФТА као најбољи споредни глумац у филму Дик Трејси (1991)
- Номинован за Златног глобуса као најбољи споредни глумац у филму Дик Трејси (1991)
- Номинован за Златног глобуса као најбољи споредни глумац у филму Гленгари Глен Рос (1991)

## Филмографија
| Улоге Ала Паћина |                        |               |                                 |            |
| Година           | Српски назив           | Изворни назив | Улога                           | Напомена   |
| 1969.            | Ја, Натали             |               | Тони                            |            |
| 1969.            |                        |               | Реј                             |            |
| 1971.            | Паника у парку дроге   |               | Боби                            |            |
| 1972.            | Кум                    |               | дон Мајкл Корлеоне              |            |
| 1973.            | Страшило               |               | Франсис Лајонел „Лајон” Делбучи |            |
| 1973.            | Серпико                |               | Френк Серпико                   |            |
| 1974.            | Кум 2                  |               | дон Мајкл Корлеоне              |            |
| 1975.            | Пасје поподне          |               | Сони                            |            |
| 1977.            | Боби Дирфилд           |               | Боби Дирфилд                    |            |
| 1979.            | ...И правда за све     |               | Артур Керкланд                  |            |
| 1980.            | Глуварење              |               | Стив Бернс                      |            |
| 1982.            | Писац, писац           | !             | Ајван Травалијан                |            |
| 1983.            | Лице са ожиљком        |               | Тони Монтана                    |            |
| 1985.            | Револуција             |               | Том Доб                         |            |
| 1989.            | Море љубави            |               | детектив Френк Келер            |            |
| 1990.            |                        |               | Грејам                          | (и режија) |
| 1990.            | Дик Трејси             |               | Биг Бој Каприс                  |            |
| 1990.            | Кум 3                  |               | дон Мајкл Корлеоне              |            |
| 1991.            | Френки и Џони          |               | Џони                            |            |
| 1992.            | Гленгари Глен Рос      |               | Рики Рома                       |            |
| 1992.            | Мирис жене             |               | потпуковник Френк Слејд         |            |
| 1993.            | Карлитов пут           |               | Карлито Чарли Бриганте          |            |
| 1995.            | Дан за сећање          |               | Џитано Сабатони                 |            |
| 1995.            | Врелина                |               | поручник Винсент Хана           |            |
| 1996.            | Градска скупштина      |               | градоначелник Џон Папас         |            |
| 1997.            | Дони Браско            |               | Бенџамин Лефти Руџијеро         |            |
| 1997.            | Ђавољи адвокат         |               | Џон Милтон                      |            |
| 1999.            | Пробуђена савест       |               | Лоуел Бергман                   |            |
| 1999.            | Свака божја недеља     |               | Тони Д’Амато                    |            |
| 2000.            | Кинеска кафа           |               | Хари Левин                      | и режија   |
| 2002.            | Несаница               |               | детектив Вил Дормер             |            |
| 2002.            | Симона                 |               | Виктор Тарански                 |            |
| 2002.            | Људи које знам         |               | Илај Верман                     |            |
| 2003.            | Регрут                 |               | Волтер Берк                     |            |
| 2003.            | Ђиљи                   |               | Старкман                        |            |
| 2004.            | Млетачки трговац       |               | Шајлок                          |            |
| 2005.            | Све за лову            |               | Волтер Ејбрамс                  |            |
| 2007.            | 88 минута              |               | Џек Грам                        |            |
| 2007.            | Играј своју игру 3     |               | Вили Бенк                       |            |
| 2007.            |                        |               |                                 |            |
| 2008.            | Правично убиство       |               |                                 |            |
| 2008.            |                        |               |                                 |            |
| 2012.            | Усправљени момци       |               | Валентине "Вал"                 |            |
| 2019.            | Било једном у Холивуду |               | Марвин Шварц                    |            |
| 2019.            | Ирац                   |               | Џими Хофа                       |            |
| 2021.            | Гучијеви               |               | Алдо Гучи                       |            |